# Edifici a la plaça del Fossar Vell (Vilamitjana)
L'Edifici a la plaça del Fossar Vell és una obra de Tremp (Pallars Jussà) protegida com a Bé Cultural d'Interès Local.

## Descripció
Es tracta d'un edifici construït a quatre vents i amb un alçat irregular entre dues i quatre plantes. Els paraments que conformen les façanes mostren en part pedra del país amb morter i fang, ja que no presenten arrebossat. La distribució de les obertures i la forma d'aquestes és irregular. Destaca el pas elevat que connecta la façana nord de l'edifici amb la finca situada a l'altra banda del carrer. La part sud de l'immoble, avui molt desvirtuada per una galeria de totxana, conserva els dos arcs de pedra de l'antiga galeria del primer pis.